# Aberdeen (Mississippi)
Aberdeen é uma cidade localizada no estado americano de Mississippi, no Condado de Monroe.

## Demografia
Segundo o censo americano de 2000, a sua população era de 6415 habitantes. 
Em 2006, foi estimada uma população de 6172, um decréscimo de 243 (-3.8%).

## Geografia
De acordo com o United States Census Bureau tem uma área de 
28,3 km², dos quais 27,7 km² cobertos por terra e 0,6 km² cobertos por água. Aberdeen localiza-se a aproximadamente 70 m acima do nível do mar.

## Localidades na vizinhança
O diagrama seguinte representa as localidades num raio de 28 km ao redor de Aberdeen. 